# Zingiber loerzingii
Zingiber loerzingii är en enhjärtbladig växtart som beskrevs av Theodoric Valeton. Zingiber loerzingii ingår i släktet Zingiber och familjen Zingiberaceae. Inga underarter finns listade i Catalogue of Life.